# Кранихфельд, Андрей Сергеевич
Андрей Сергеевич Кранихфельд (3 августа 1902, Самара — 20 июля 1938, Красноярск) — советский оппозиционный политический деятель, меньшевик. Один из лидеров Российского социал-демократического союза рабочей молодёжи. Племянник Юлия Мартова.
В 1920 году стал одним из организаторов Московского Союза социал-демократической рабочей молодёжи (СДСРМ). До запрещения партии меньшевиков печатал на шапирографе журнал «Юный пролетарий», где были опубликованы его статьи: «Молодёжь и увлечение военщиной», «Юношеские движения после войны».
20 февраля 1921 года арестован в Киеве, но вскоре освобождён. Спустя пять дней арестован в Москве и заключён в Бутырскую тюрьму, затем переведён во Владимирскую тюрьму. 17 ноября 1921 года освобождён. 30 ноября 1921 года выбран, будучи студентом, в Московское бюро социал-демократического союза молодёжи.
В ночь на 23 февраля 1922 года вновь арестован. 21 марта 1922 года вновь оказался в Бутырской тюрьме, затем был выслан в Курскую губернию. Осенью 1922 года бежал из ссылки в Харьков, где опять был арестован. Бежал из тюрьмы в Харькове и в конце года вновь арестован в Харькове. Об очередном освобождении достоверных данных нет.
Вновь арестован 6 сентября 1923 в Ирпене во время конференции социал-демократической молодежи. Переведён в Бутырскую тюрьму. Объявлял восьмидневную голодовку. В ноябре был заключён на 3 года в Соловецкий лагерь особого назначения, где находился по сентябрь 1925 года. Затем был переведён в Тобольский политизолятор, затем в Таганскую тюрьму, затем в Бутырскую тюрьму. В 1927—1929 годах находился в ссылке в Кара-Калпакии.
После ссылки жил в Саратове вместе с дядей Сергеем Осиповичем Цедербаумом (Ежовым). В сентябре 1930 года был арестован за связи с ним. Сначала содержался в Саратовском изоляторе, затем переведён в Челябинский изолятор. Затем был сослан в Сталинград, а затем в Астрахань. В 1935—1936 годах жил в ссылке в Томской области, работал счетоводом. Вновь арестован 8 марта 1936 года, обвинён в контрреволюционной агитации и приговорён к 5 годам ссылки. В новой ссылке жил в Минусинске.
Был вновь арестован 4 июля 1937 года как один из руководителей «контрреволюционной меньшевистской организации», обвинялся по ст. 58-2, 8, 10, 11 УК РСФСР. Расстрелян в Красноярске вместе с ещё 13 меньшевиками 20 июля 1938 года по приговору выездной коллегии Верховного Суда СССР.
Реабилитирован 19 февраля 1990 года Саратовской областной прокуратурой.

## Семья
- Отец: Сергей Николаевич Кранихфельд (1871—1914) — социал-демократ, меньшевик. В начале 1900-х передал полученное наследство на организацию II съезда РСДРП и издание газеты «Искра». Потомок немца Иоганна Кранихфельда, который в XVIII веке переехал в Россию, был переведен из лютеранства в православие, крещен и назначен лейб-медиком Двора. Грамота об этом хранилась в семье, была изъята во время одного из обысков и пропала. Известно, что Иоганн Кранихфельд был профессором гигиены Берлинского университета.
- Мать: Надежда Осиповна Кранихфельд (Цедербаум, 1875—1923) — родная сестра Юлия Мартова. Когда она умирала, на её глазах был сделан обыск. Ни её родного брата Сергея Осиповича, ни сына на похороны из тюрем не выпустили.
  - Сестра: Людмила Сергеевна Кранихфельд (1904—1990).
  - Сестра: Виктория Сергеевна Кранихфельд (1905—1983).